# Командер (Велика Британія)

Відзнака командер Королівських ВМС.

Командер (англ. Cdr) — військове звання старшого офіцерського складу Королівських ВМС Великої Британії. Воно йде перед звання капітан та після звання лейтенант-командер. Офіцери які мають молодше звання лейтенанта-командера не вважаються командерами.

## Історія
Звання (спочатку майстер-та-командир англ. master and commander) з'явилось приблизно у 1670 коли потрібно було виокремити офіцерів які командували більшими кораблями ніж ті якими командували лейтенанти, але меншими ніж ті на які призначалися пост-капітани або (приблизно у 1770) сейлінг-майстри які командували навігацією. Зазвичай це були шлюпи на 20 або менше гармат, брандери, шпитальні судна та транспорти.:127 Командири цих суден були відповідальні за навігацію і бойові дії, а тому називалися мастер та командер.
До 1750 звання вважали найвищим званням яке можна було отримати без патронажу, особливо ті яких висунули з числа команди. На відміну від тих хто мав меценатів або родинні зв'язки і проводили лише номінальний час на посаді мастера та командера шлюпа перед тим як отримати звання пост-капітана. З 1718 почали вести записи у військово-морському списку офіцерських призначень майстрів або командером для визначення стажу для подальшого просунення по службі, але існує мало доказів, що це робили насправді.:130
Наприкінці вісімнадцятого століття звання стало більш офіційний етап служби зайнявши місце між званнями лейтенанта і капітана. У Королівському флоті скоротили 'мастер і командер' до командер у 1794; проте, термін 'мастер і командер' ще продовжували використовувати (неофіційно) протягом кількох років.
Звання набуло популярності під час наполеонівських воєн, у результаті звання отримали велика кількість осіб; у 1812 у військово-морському списку записано 586 командерів у той час  як було лише 168 кораблів. Командери без кораблів залишалися на берегу і отримували половину платні, з мінімальними шансами кар'єрного росту. Ця проблема була вирішена у 1827 з призначенням командеров на посаду старших офіцерів (помічників капітана) на великих кораблях.:98
У XX-ому та XXI-ому століттях звання отримало кодування НАТО — OF-4, що дорівнює армійському званню підполковника.

## Старшинство і використання
Звання командер є старшим за лейтенант-командера, але підпорядковується капітану. Командер може командувати фрегатом, есмінцем, субмариною, авіазагоном або береговою установкою, або нести службу у штабі. Колись це звання дорівнювало армійському майору, зараз воно дорівнює підполковнику у британській армії або вінг-командеру у Королівських ВПС. Звання вінг-командера походить від звання командера через використання останнього під час Першої світової війни у Королівських морських повітряних силах.
Відзнакою командера є три золотих смужки з петлею на верхній смужці.